# Hadrostethus hansoni
Hadrostethus hansoni är en stekelart som beskrevs av Ugalde och Ian D. Gauld 2002. Hadrostethus hansoni ingår i släktet Hadrostethus och familjen brokparasitsteklar. Inga underarter finns listade i Catalogue of Life.